# Arames tubulares
Soldagem a arco elétrico com arames tubulares é um processo de soldagem que consiste em um tipo de arame utilizado na soldagem MAG, que visa unir os benefícios da soldagem por arco submerso com os da MAG convencional. É conhecido também em inglês como Flux-cored arc welding (FCAW  ou FCA).

## Desenvolvimento
Arames tubulares com gás de proteção para a soldagem foram desenvolvidos no início da década de 1950, e tornaram-se comercialmente disponíveis em 1957.

## Tipos de arames
Existem no mercado basicamente dois tipos de arames tubulares que são:
- Arames tubulares autoprotegidos: no qual não necessita proteção de gás externa. Esses arames foram desenvolvidos para gerar gases de proteção a partir de misturas do fluxo contido no interior do eletrodo tubular, de modo similar aos eletrodos revestidos. Neste tipo o fluxo ao ser exposto a altas temperaturas da poça de fusão gera uma camada de gás protetora, dispensando proteção gasosa externa tornando assim o processo viável em ambientes abertos sobre ventos moderados interferindo de forma mínima a atmosfera protetora em torno do arco. Apresenta algumas desvantagens como no eletrodo revestido que são a formação de gases tóxicos e soldas inferiores do outro tipo de arame.[1][2][3]
- Arames tubulares com gás de proteção externa, também chamado de proteção dupla, é basicamente a combinação do arame tubular com fluxo em seu núcleo com a proteção de gás externa, utilizando que tem de melhor processo MAG com arames tubulares. Este tipo é o mais preferido e recomendado, pois o resultado é superior, produz soldas de alta qualidade com ótimas qualidades mecânicas.[1][3]

## Vantagens
- Soldagem pode ser executada em todas as posições.
- Não é necessario gás de proteção no processo com arame innershield tornando-o adequado para a soldagem ao ar livre ou em condições de vento.
- Alta taxa de deposição do metal de solda.
- Alta velocidade de soldagem.
- Pré-limpeza de metal não é necessária.
- Benefícios Metalúrgicos do fluxo, como o metal de solda sendo protegido inicialmente a partir de fatores externos, até o fluxo é lascado afastado.
- Processo pode ser automatizado.

## Desvantagens
Naturalmente, todos os problemas usuais que ocorrem na soldagem FCAW podem ocorrer como a fusão incompleta entre os metais de base, inclusão de escória (inclusões não-metálicas) e rachaduras nas soldas. Mas existem algumas preocupações que valem a pena tomar nota especial:
- A alimentação irregular arame tubular.
- Porosidade - os gases não escapam da área soldada antes do metal solidificar, deixando buracos na solda.
- Material de enchimento caro fio em relação ao MIG / MAG
- Menos adequado para aplicações que requerem pintura, como por exemplo chassis de automóvel.

## Equipamento
O equipamento necessário é basicamente o arame tubular que é um arame de solda oco com fluxo em pó no seu interior em conjunto com o equipamento de soldagem ao arco elétrico com gás de proteção (GMAW). A combinação dos ingredientes do fluxo no núcleo do arame tubular aliada à proteção externa proporcionada pelo CO2 produz soldas de alta qualidade e um arco estável com um baixo nível de respingos.